# Commune Football Club
El Commune Football Club és un club de futbol burkinès de la ciutat d'Ouagadougou. Disputa els seus partits a l'Stade du 4-Août. Fins al 2005 s'anomenà Club Football d'Ouagadougou.

## Palmarès

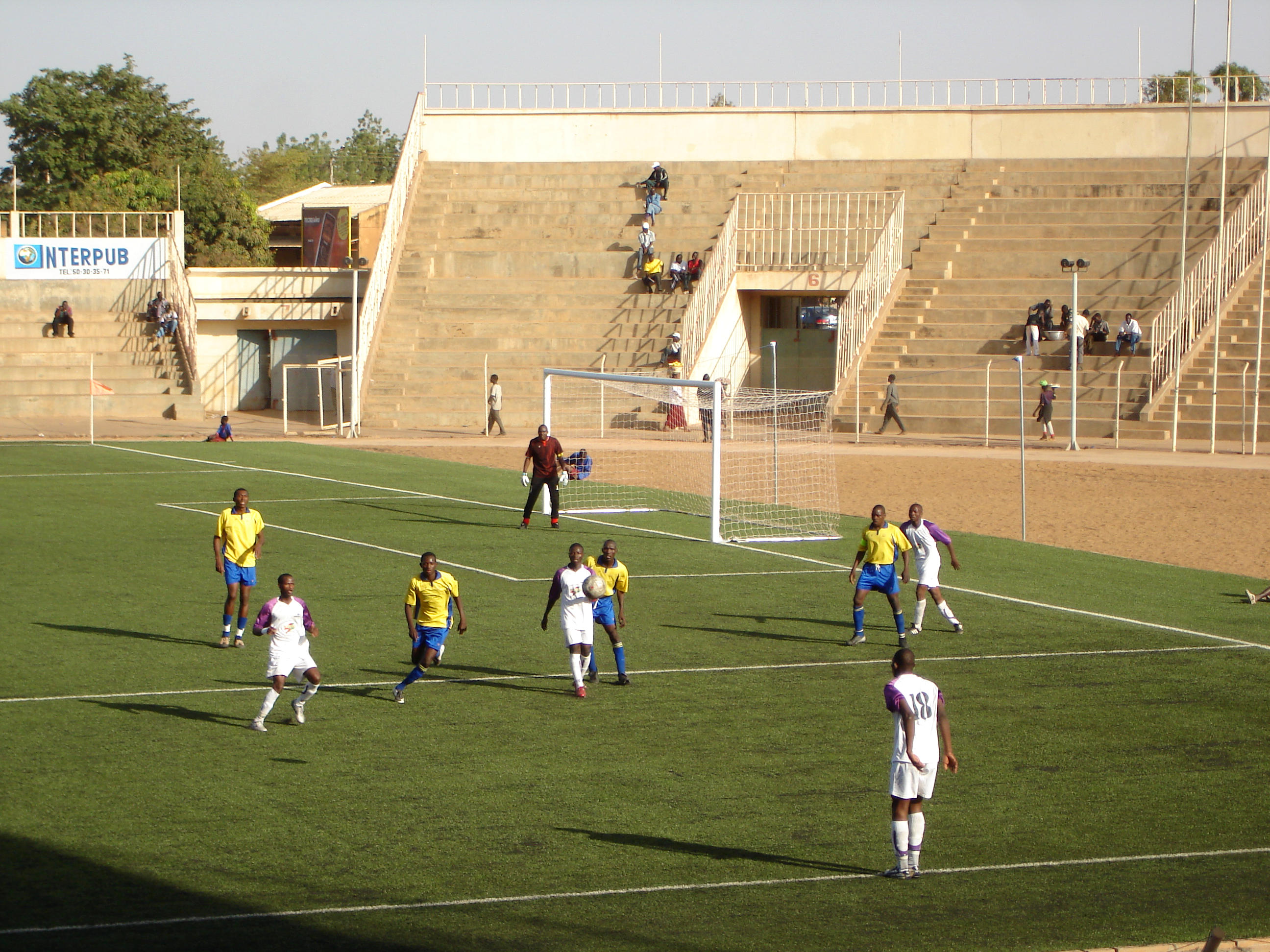
Partit del club.

- Lliga burkinesa de futbol:[1]
  - 2007

- Supercopa burkinesa de futbol:[2]
  - 2007